# Hans Somers
Hans Somers, né le 9 mars 1978 à Malines en Belgique, est un footballeur et entraîneur belge qui joue au poste de milieu de terrain.
Il est actuellement directeur du centre de formation de l'OH Louvain.

## Biographie
Hans Somers a commencé sa carrière professionnelle au Lierse SK en 1996 avant de rejoindre le club turc de Trabzonspor en 2001, où il ne jouera que très peu. Il est transféré au FC Utrecht aux Pays-Bas en 2004, où il finira sa carrière.